# Lwiwśka Pywowarnia Lwów
Lwiwśka Pywowarnia Lwów (ukr. Міні-футбольний клуб «Львівська Пивоварня» Львів, Mini-Futbolnyj Kłub "Lwiwśka Pywowarnia" Lwiw) – ukraiński klub futsalu, mający siedzibę w mieście Lwów. Od sezonu 1998/99 do 2002/03 występował w futsalowej Pierwszej Lidze Ukrainy.

## Historia
Chronologia nazw:
- 1997: Kołos Lwów (ukr. «Колос» Львів)
- 2000: Lwiwśka Pywowarnia Lwów (ukr. «Львівська Пивоварня» Львів)

Klub futsalowy Kołos Lwów został założony we Lwowie w 1997 roku i reprezentował Towarzystwo Sportowe "Kołos". W sezonie 1997/98 zespół startował w profesjonalnych rozgrywkach Drugiej Ligi, zajmując 1.miejsce w grupie zachodniej. W następnym sezonie 1998/99 debiutował w Pierwszej Lidze. Po zajęciu pierwszego miejsca w grupie B zakwalifikował się do turnieju finałowego, gdzie był trzecim. W następnym sezonie znów zakwalifikował się do turnieju finałowego, ale zajął ostatnie czwarte miejsce. Dopiero w sezonie 2000/01 po uzyskaniu nowego sponsora (Browar Lwowski) i zmianie nazwy na Lwiwśka Pywowarnia Lwów osiągnął wieki sukces - najpierw zwyciężył w grupie zachodniej, a potem w turnieju finałowym zdobył mistrzostwo pierwszej ligi. Jednak z przyczyn finansowych klub zrezygnował z awansu do Wyższej Ligi. Sezon 2001/02 ponownie zakończył jako triumfator pierwszej ligi. W sezonie 2002/03 zajął 5.miejsce w turnieju finałowym. Przed rozpoczęciem sezonu 2003/04 klub zrezygnował z występów na poziomie zawodowym i potem występował w rozgrywkach lokalnych.

## Barwy klubowe, strój
| Biały | Zielony |

Zawodnicy klubu zazwyczaj grali swoje mecze domowe w białych strojach.

## Sukcesy

### Trofea międzynarodowe
Nie uczestniczył w rozgrywkach europejskich (stan na 31-05-2019).

### Trofea krajowe
| \| \| Zdobyte trofea w rozgrywkach Ukrainy (stan na: 31-05-2019) \| |                                                            |      |                  |
| Rozgrywki                                                           | Osiągnięcie                                                | Razy | Sezon(y)         |
| · Mistrzostwo                                                       | I miejsce                                                  | 0    |                  |
| · Mistrzostwo                                                       | II miejsce                                                 | 0    |                  |
| · Mistrzostwo                                                       | III miejsce                                                | 0    |                  |
| Puchar                                                              | zdobywca                                                   | 0    |                  |
| Puchar                                                              | finalista                                                  | 0    |                  |
| II liga                                                             | I miejsce                                                  | 2    | 2000/01, 2001/02 |
| II liga                                                             | II miejsce                                                 | 0    |                  |
| II liga                                                             | III miejsce                                                | 1    | 1998/99          |
| Ukraina                                                             | Zdobyte trofea w rozgrywkach Ukrainy (stan na: 31-05-2019) |      |                  |

## Struktura klubu

### Stadion
Klub rozgrywa swoje mecze domowe w Hali Pałacu Sportu Hałyczyna we Lwowie. Pojemność: 1000 miejsc siedzących.

### Sponsorzy
- Lwiwśka pywowarnia - Browar Lwowski (ukr. Львівська Пивоварня)